# Pseudoleskea macowaniana
Pseudoleskea macowaniana là một loài Rêu trong họ Leskeaceae. Loài này được Rehmann ex Müll. Hal. miêu tả khoa học đầu tiên năm 1899.